# Durian
Durio zibethinus, Durion
Pour les articles homonymes, voir Durian (homonymie).
Espèce

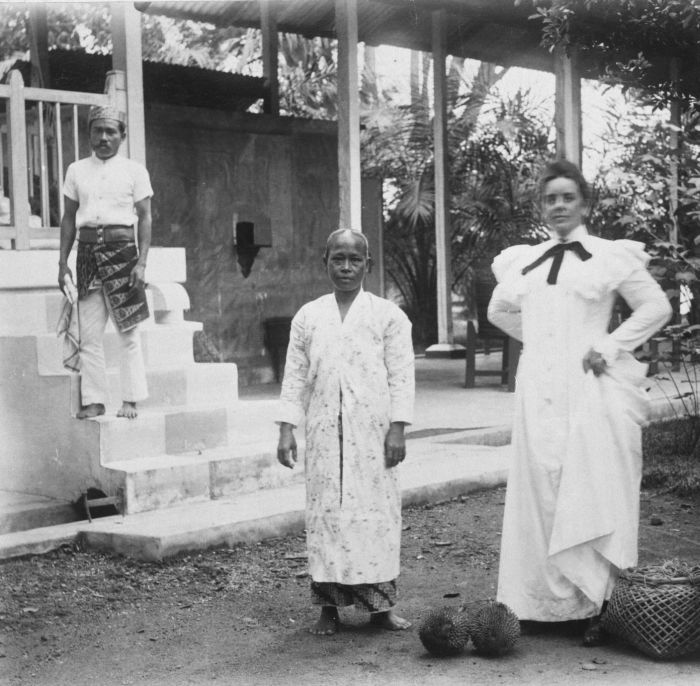
Un colon hollandais, ses domestiques et des durians (Indes néerlandaises, 1890-1900).

Le durian (prononcé /du.ʁjɑ̃/, du malais : durian, issu de duri « épine », également en indonésien : durian ou thaï : ทุเรียน , thurian) ou durion (prononcé /dy.ʁjɔ̃/), Durio zibethinus (Murray) est une espèce d'arbre tropical à feuillage persistant de la famille des Bombacaceae (classification classique) ou des Malvaceae (classification phylogénétique) qui produit des fruits comestibles.
Ce fruit, lui aussi appelé durian, est récolté en Asie du Sud-Est (et au Bangladesh) mais également dans les îles du Pacifique et en Amérique du Sud. On en trouve, par exemple, sur les marchés de Guyane fin mars, début avril. Il se présente comme une grosse baie ovoïde (parfois plus de 40 cm de longueur), pesant jusqu'à 5 kg, avec une carapace de grosses épines et poussant en haut de grands arbres. Il est connu pour son goût particulier et sa forte odeur (à tel point que de nombreux pays d'Asie du Sud-Est l'interdisent dans les lieux publics, les taxis, les hôtels et dans les transports en commun).
Le genre Durio compte trente espèces, toutes originaires du Sud-Est asiatique. Au moins neuf d'entre elles produisent des fruits comestibles. L'espèce Durio zibethinus est la seule disponible sur le marché international, la vente des autres espèces restant confinée aux régions où elles sont produites.

## Description

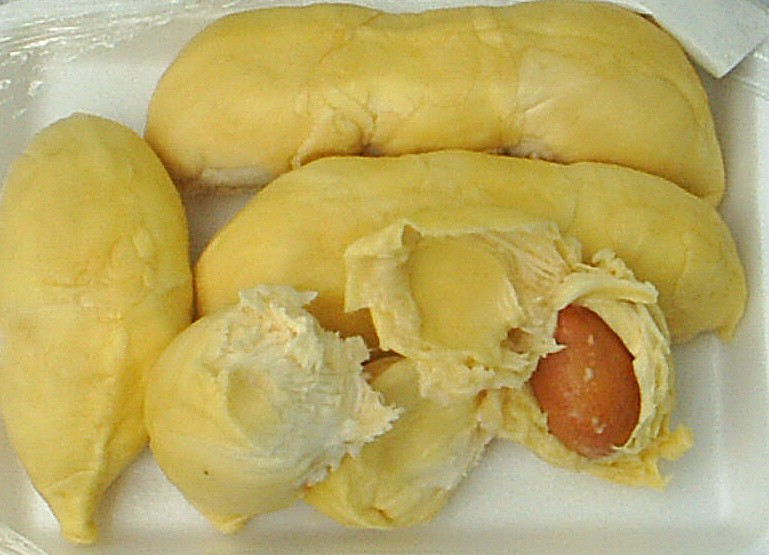
Chair et graine du durian.

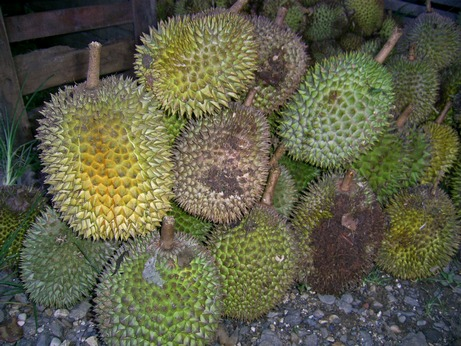
Fruit du durian, vendu en bord de route en Indonésie (Muara Lawa, Kutai Barat, Kalimantan oriental).

C'est un grand arbre, qui peut atteindre 25 m de haut.

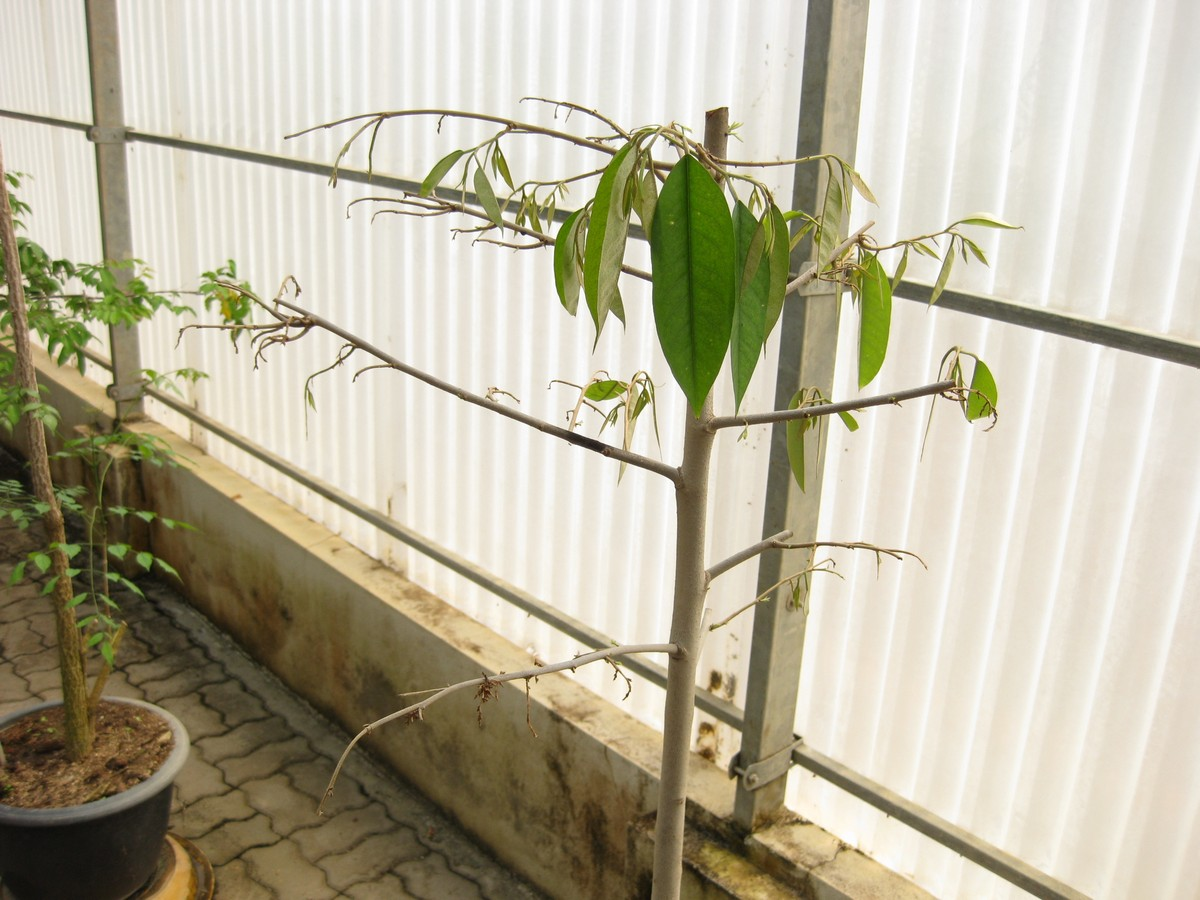
Jeune arbre durian dans un pot, Jardin botanique de la reine Sirikit, Thaïlande

Les feuilles alternes, entières, sont de forme oblongue acuminée et mesurent environ 10 centimètres.
Les fleurs sont hermaphrodites et fixées directement sur le tronc (cauliflorie). Elles dégagent une odeur âcre et forte de beurre rance (poubelle, décharge). Cette émanation est typique pour les fleurs qui sont pollinisées par une certaine espèce de chauve-souris : un macroglosse exclusivement nectarivore, nommé Eonycteris spelaea. Elles apparaissent groupées en cymes de 3 à 30 fleurs qui poussent sur les grosses branches et le tronc. Elles comportent de 3 à 5 pétales (rarement 4 ou 6) et un nombre indéterminé d'étamines, soudées à la base par leurs filets. L'ovaire à cinq loges renferme un nombre variable d'ovules. Les arbres fleurissent une ou deux fois par année et la période dépend de l'espèce et du lieu. Un arbre porte des fruits dès sa quatrième ou cinquième année.
Le fruit, très volumineux, avec une longueur et un diamètre de respectivement 30 et 15 centimètres, se lignifie à maturité. Il faut trois mois après la pollinisation pour qu'il soit mûr. Il est de couleur verdâtre et est hérissé de nombreuses épines coniques. Selon les espèces, cette teinte peut varier et tirer sur le brun, le rouge ou le jaune. Il s'ouvre en cinq valves contenant chacune jusqu'à cinq graines noyées dans une pulpe blanche onctueuse comme de la crème et à l'odeur puissante. Ces graines à gros cotylédons sont également comestibles.
Les neuf espèces comestibles connues à ce jour sont :
- Durio dulcis
- Durio grandiflorus
- Durio graveolens
- Durio kutejensis
- Durio lowianus
- Durio macrantha
- Durio oxleyanus
- Durio testudinarum
- Durio zibethinus

Il est possible, toutefois, que certaines espèces qui n'ont jamais été découvertes, récoltées ou étudiées soient également comestibles.
L'espèce Durio zibethinus est la seule espèce vendue à grande échelle et disponible en dehors de sa région. Le terme Zibethinus est une référence à la civette indienne, Viverra zibetha. Il existe une discorde quant à la signification de cette association que l'on doit à Carl von Linné : elle pourrait être une allusion à l'odeur de la civette ou à la civette qui apprécie particulièrement les durians, lesquels servaient de piège pour l'attraper.

### Pollinisation
Comme les espèces se pollinisent entre elles, le durian présente une grande richesse en termes de couleur, d'odeur, de consistance de la chair, de taille ou de forme des graines. La phénologie des arbres est également très variable.
D'après une étude menée dans les années 1970 en Malaisie, les durians sont pollinisés presque exclusivement par les chauves-souris de l'espèce Eonycteris spelaea. Une étude parue en 1996 indique que deux espèces du fruit Durio grandiflorus et Durio oblongus étaient pollinisées par des oiseaux de famille Nectariniidae et que d'autres espèces comme Durio kutejensis, étaient fécondées grâce aux abeilles, aux oiseaux et aux chauves-souris. La floraison du durian ne dure qu'environ 3 semaines par an. Les chauves-souris pollinisatrices s'alimentent pendant le reste de l'année avec les fleurs trouvées dans la mangrove mais celle-ci est souvent détruite par l'homme, ce qui a une influence sur la population des chauves-souris et donc sur la pollinisation des durians.

### Cultivars

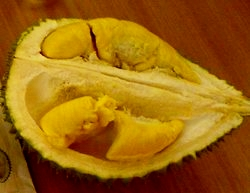
Cultivar de Durio zibethinus, le Mao Shan Wang de Malaisie.

Un certain nombre de cultivars du durian sont apparus dans le Sud-Est asiatique au cours des siècles. La sélection s'opérait en triant les graines. Désormais, le durian est cultivé selon les techniques modernes, avec notamment des greffes sur des espèces robustes. Les cultivars peuvent être distingués d'après la forme du fruit et de ses pointes. Les habitudes des consommateurs et la recherche de certaines saveurs font que les cultivars peuvent atteindre un prix élevé sur le marché.
La plupart des cultivars ont un nom commun et un code qui commence par la lettre D. On peut notamment citer le Kop (D99), le Chanee (D123), le Tuan Mek Hijau (D145), le Kan Yao (D158), le Mon Thong (D159), le Kradum Thong. Certaines variétés n'ont pas de nom, comme le D24. On compte plus de 200 cultivars de Durio zibethinus en Thaïlande, le Chanee étant apprécié pour supporter les greffes en raison de sa robustesse et de sa résistance à Phytophthora palmivora (un champignon du genre Phytophthora). Parmi les variétés susmentionnées, seules quatre d'entre elles sont vendues à une plus large échelle : Chanee, Kradum Thong, Mon Thong et Kan Yao. En Malaisie, on compte plus de 100 cultivars et certains cultivars de très bonne qualité participent à des concours organisés lors du salon annuel de l'agriculture, de l'horticulture et de l'agrotourisme malais. Au Viêt Nam, le même genre de sélection a lieu lors de compétitions organisées par l'Institut méridional de recherche sur les fruits.
Un scientifique thaïlandais, Songpol Somsri, a croisé 90 variétés de durian pour obtenir la variété Chantaburi no 1, un cultivar sans l'odeur caractéristique du durian. Ce croisement doit encore être approuvé par le ministère de l'Agriculture. Un autre hybride, le Chantaburi N°3, ne développe pas tout de suite son odeur après la récolte. Ce n'est qu'après trois jours qu'il exhale le parfum du durian classique. Ce type d'hybride permet de transporter le fruit sans incommoder d'éventuels passagers, tout en satisfaisant la demande pour un fruit plus odorant.

## Production et économie

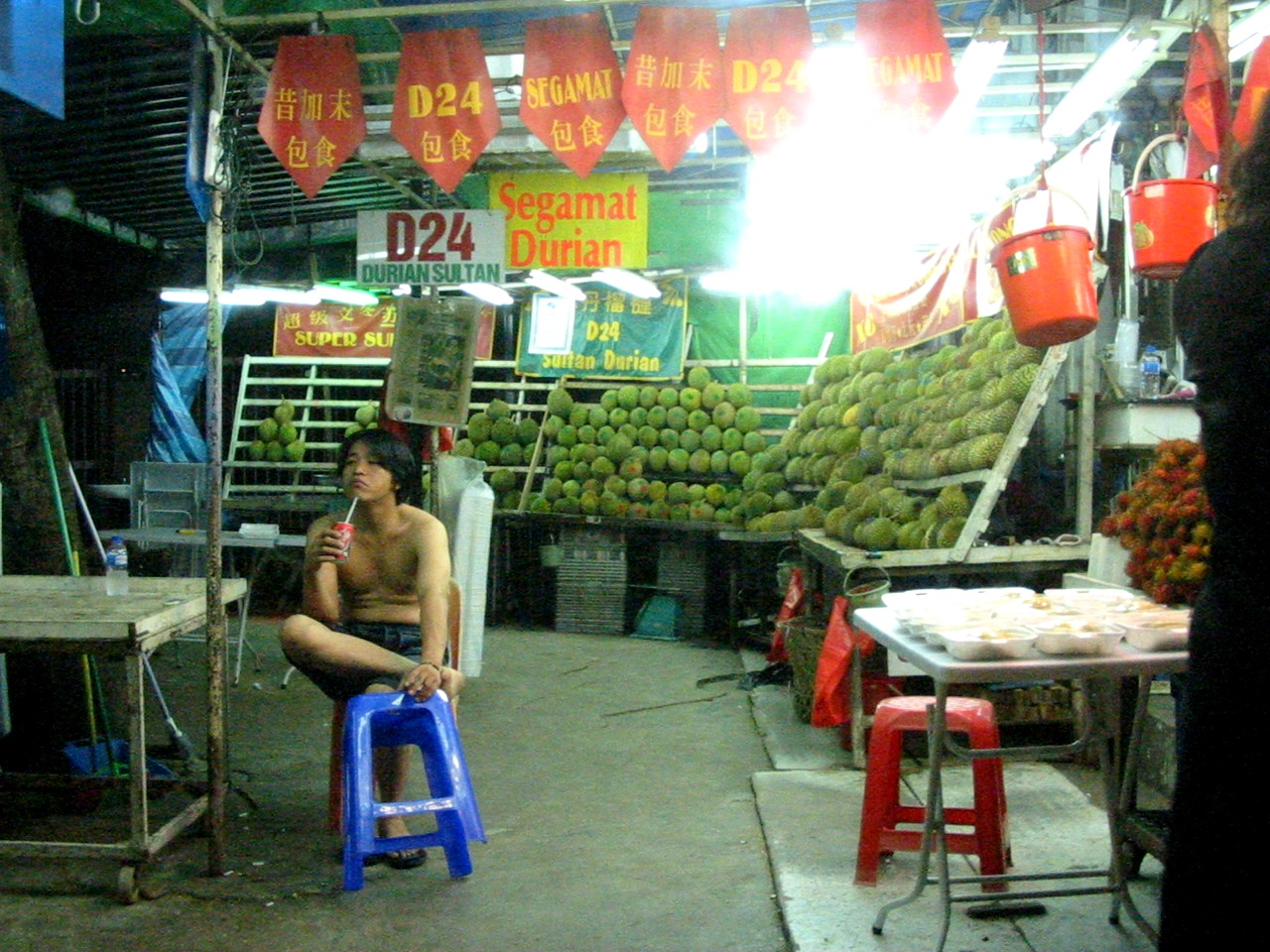
Vente de durians à Singapour.

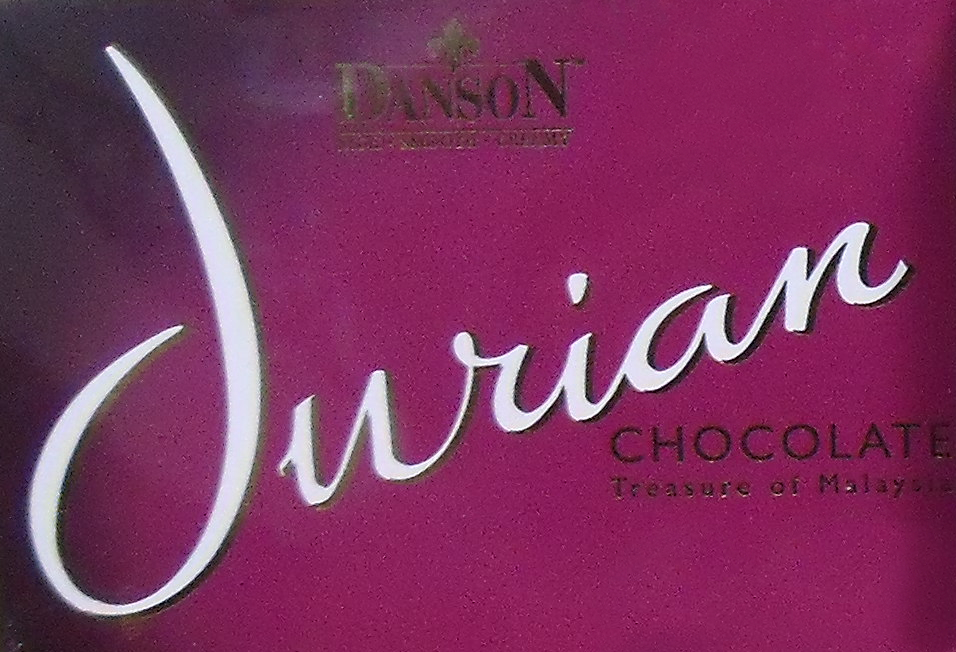
Chocolats au durian.

Le durian est natif d'Indonésie, de Malaisie et de Brunei. Sa présence aux Philippines demeure mystérieuse et on ne sait pas s'il y a été importé ou si des espèces peuplaient déjà l'archipel. Le durian est cultivé dans des zones tropicales et cesse sa croissance si la température descend en dessous de 22 °C.
La plus grande diversité de durians se rencontre sur l'île de Bornéo avec, sur les marchés locaux, les variétés D. zibethinus, D. dulcis, D. graveolens, D. kutejensis, D. oxleyanus et D. testudinarium. Au Brunei, D. zibethinus n'est pas cultivée, les consommateurs lui préférant d'autres espèces comme D. graveolens, D. kutejensis et D. oxyleyanus. Elles sont présentes un peu partout au Brunei et contribuent à une riche diversité génétique auprès d'autres espèces comme D. testudinarium et D. dulcis. Aux Philippines, la production est concentrée dans la région de Davao où a lieu chaque année le festival de Kadayawan consacré au durian.
La production mondiale de durian s'élevait à 1,4 million de tonnes en 1999. Il est cultivé principalement dans 3 pays : Thaïlande, Indonésie et Malaisie. Si le durian n'est pas natif de Thaïlande, ce pays est le principal producteur du fruit, avec 781 000 tonnes. L'Indonésie et la Malaisie suivent avec, respectivement, 267 000 et 265 000 tonnes. La production philippine s'élève, elle, à 26 700 tonnes. La production du durian existe aussi dans d'autres pays et régions, mais en quantité très restreinte : Cambodge, Laos, Viêt Nam, Birmanie, Inde, Sri Lanka, Floride, Hawaii, Nouvelle-Guinée occidentale, Polynésie, Madagascar, Chine et Australie.
Au niveau des exportations, la Thaïlande est en tête avec 111 000 tonnes, suivie de la Malaisie avec 35 000 tonnes.
Le fruit a été introduit en Australie au début des années 1960 et des hybrides arrivèrent en 1975. La Chine est un importateur majeur avec 65 000 tonnes en 1999, suivi par Singapour (40 000 tonnes) et Taïwan (5 000 tonnes). Les États-Unis en ont importé 2 000 tonnes, la plupart du temps sous forme congelée et l'Union européenne environ 500 tonnes. Les durians peuvent être achetés en Europe dans des magasins asiatiques. Au Japon, on peut également trouver des durians dans les supermarchés.

## Odeur et saveur

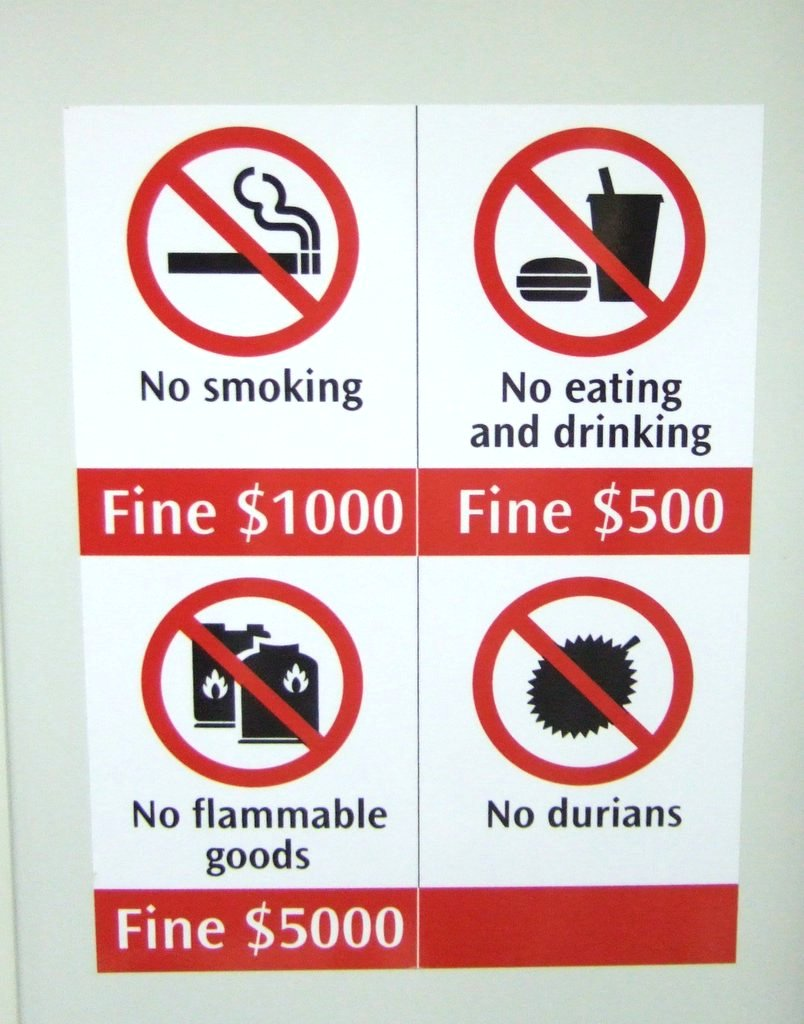
Panneau interdisant les durians dans le métro de Singapour.

En 1666, P. Alexandre de Rhodes décrit le durian comme le plus beau de tous les fruits de Malaque et des environs : 

« il est gros comme nos plus gros pauis [sic ; pro pains] ;  il a une peau fort dure, et dedans il est plein d'une liqueur blanche, épaisse et sucrée : elle est entièrement semblable au blanc-manger, qu'on sert aux meilleures tables de France ; c'est une chose fort saine, et des plus délicates qu'on puisse manger »

En 1856, le naturaliste britannique Alfred Russel Wallace donne une description des saveurs du durian :

« Les cinq quartiers du fruit sont d'un blanc soyeux au dedans, et sont constitués d'un amas de pulpe ferme de couleur crème, contenant environ trois noyaux chacun. Une épaisse crème anglaise parfumée à l'amande donne une idée de son goût, mais il y a parfois des apparitions occasionnelles d'une saveur qui rappelle une crème au fromage, une sauce à l'oignon, du xérès et d'autres plats incongrus. La pulpe est d'une texture onctueuse, gluante et épaisse pareille à nulle autre, mais qui ajoute à sa finesse. La chair n'est ni acide, ni sucrée, ni juteuse ; pourtant elle n'a besoin d'aucune de ces qualités, car elle est parfaite en elle-même. Le durian ne produit pas de nausées ou d'autres mauvais effets, et plus l'on en mange, moins l'on a envie d'arrêter. En fait, manger du durian est une nouvelle sensation qui mérite elle-même un voyage vers l'Asie pour en faire l'expérience. »

Wallace avertit que l'odeur du fruit mûr peut paraître désagréable au premier abord. Des descriptions récentes sont plus crues et plus précises. Anthony Bourdain, bien qu'amateur de durians, décrit sa rencontre avec le fruit de la façon suivante[réf. nécessaire] :

« son goût et sa saveur ne peuvent être décrits que par le qualificatif… d'indescriptible, quelque chose que soit vous adorerez, soit vous détesterez. Votre haleine ressemblera à celle que vous auriez si vous aviez embrassé intensément votre grand-mère morte depuis des lustres. »

L'écrivain féru de gastronomie et de voyages Richard Sterling a employé des mots bien plus durs :

« … son odeur peut être décrite comme celle des excréments de porc, de térébenthine et d'oignons, le tout garni par une vieille chaussette. On peut le sentir loin à la ronde. Malgré sa grande popularité locale, le fruit est interdit dans certains établissements comme les hôtels, les métros et les aéroports (y compris les bagages à main et autres valises, accompagnés ou non), ainsi que les transports publics du Sud-Est asiatique. »

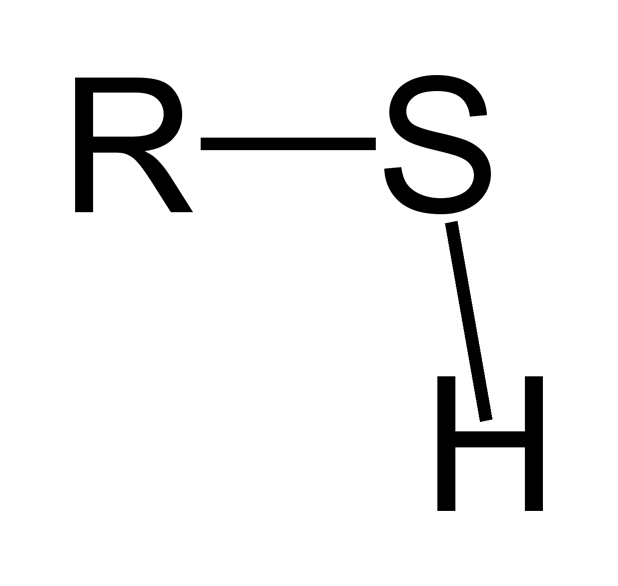
Les thiols, composants organosulfurés en partie responsables de l'odeur du durian

L'odeur inhabituelle force les gens à trouver des comparaisons pour la décrire. Des analogies sont faites avec les égouts, le vomi, l'odeur du putois. La large gamme d'odeurs du durian fait que les comparaisons sont nombreuses. Les espèces ne dégagent pas toutes la même odeur, par exemple le durian rouge (D. dulcis) a des relents de caramel avec de la térébenthine alors que le durian à chair rouge (D. graveolens) émet des senteurs proches des amandes grillées. Le degré de maturité contribue grandement à l'odeur. Trois études scientifiques de la composition de l'arôme du durian ont eu lieu (en 1972, 1980 et 1995). À chaque fois, le mélange détecté était différent, avec des esters, cétones et différents composés organosulfurés, sans toutefois arriver à déterminer le composant qui a la plus grande responsabilité dans l'odeur distinctive du fruit. En 2017 et 2018, la plante est entièrement séquencée. Ces études montrent qu'elle contient 46 000 gènes dont un groupe produit en excès deux grandes variétés de composés volatils, des composés soufrés (thiols, di- et trisulfides), caractéristiques de l'odeur d'oignon et des esters, à l'origine des effluves fruités,,.
L'éthanethiol est le produit odorant volatil issu de l'éthionine contenue dans la pulpe du durian qui lui donne son odeur nauséabonde.
L'odeur peut être détectée à plus d'un kilomètre par les animaux. Le fruit est très apprécié par les rongeurs, écureuils, les cochons, les orangs-outans, les éléphants et même certains carnivores comme le tigre. Si certains de ces animaux mangent le fruit et laissent les graines de côté, d'autres avalent tout le fruit et rejettent les graines dans leurs excréments, contribuant à la dispersion du durian par endozoochorie. Il est possible que le fruit ait évolué au cours du temps avec l'apparition des pointes ayant découragé les petits animaux, moins susceptibles de transporter les graines que les gros animaux.
Dans de nombreux pays d'Asie du Sud-Est, le durian est interdit dans de nombreux lieux publics tels que les hôtels, les taxis ou les transports en commun.

## Médecine
Une croyance locale courante veut que le durian soit nocif lorsqu'il est consommé avec du café ou des boissons alcoolisées. Plusieurs enquêtes médicales sur la validité de cette croyance ont été menées avec des conclusions variables, bien qu'une étude de l'Université de Tsukuba constate que la forte teneur en soufre du fruit inhibe l'activité de l'aldéhyde déshydrogénase, entraînant une réduction de 70 % de la capacité à éliminer les toxines du corps.

## Utilisation
Ce fruit arrivé à maturité, c'est-à-dire quand son enveloppe commence à s'ouvrir, se consomme généralement frais, mais exhale une forte odeur alliacée, qui augmente avec le temps et devient même putride quand le fruit se gâte. Elle est moins forte immédiatement après la récolte et est moins accentuée chez certaines variétés améliorées. On s'en sert aussi pour préparer des glaces, des confiseries ou des pâtisseries (macarons, mille-feuilles, etc.).
Les graines du durian sont également comestibles une fois grillées. Pilées, elles servent à préparer des gâteaux.

## Plats avec durian
Plusieurs pays en Asie confectionnent des mets et desserts avec du durian. En Thaïlande, il existe plusieurs desserts et variantes de plats qui utilisent le fruit sous une forme fraîche ou bien encore sous une forme cuite avec du riz gluant, par exemple.

## Jeux vidéo
Dans Super Mario Sunshine, les durians font leur apparition pour la première fois sur l'île Delfino. Pour les déplacer, Mario doit shooter dedans comme avec un ballon de foot.
Dans Animal Crossing: New Leaf, il est possible d'en récolter sur l'île tropicale.
Dans The Legend of Zelda: Breath of the Wild, on trouve également de nombreux durians à travers toute la contrée, en particulier dans la région tropicale de Firone. Il suffit d'ailleurs d'en faire cuire cinq à la fois pour réaliser l'une des recettes les plus efficaces du jeu, qui restaure tous les cœurs et en ajoute 20 temporairement.
Dans le jeu vidéo Don't Starve, il est possible de cultiver ce fruit, qui confère principalement des malus au joueur lorsqu'il est consommé. Ce malus ne touche en revanche pas le personnage de Wurt, dont il est l'aliment préféré. Le malus peut également être annulé en cuisinant le durian avec d'autres ingrédients dans le cadre d'une recette[réf. nécessaire].